# Karl August von Reisach
Karl August von Reisach (né le 6 juillet 1800 à Roth et mort le 22 décembre 1869 à l'abbaye de Contamine-sur-Arve) est un cardinal allemand du XIXe siècle.

## Biographie
Karl August von Reisach exerce des fonctions au sein de la curie romaine, notamment auprès de la Congrégation de l'Index. Il est élu évêque d'Eichstätt en 1836 et est consacré le 17 juillet de la même année par Grégoire XVI avec comme co-consécrateurs Giovanni Soglia Ceroni et Giacomo Sinibaldi (de). Il est nommé coadjuteur de l'archidiocèse de Munich et Freising en 1841. Reisach est promu archevêque de Munich et Freising en 1846. Le pape Pie IX le crée cardinal lors du consistoire du 17 décembre 1855. Il résigne le gouvernement de l'archidiocèse en 1856, sous la pression du roi Louis Ier de Bavière qui n'apprécie pas ses positions ultramontaines, et vient résider à Rome. Il est remplacé par Mgr von Scherr. Le cardinal von Reisach négocie le concordat avec le baron Adolph von Ow de Würtembe en 1856 et le concordat avec Bade en 1859. Il est préfet de la Congrégation pour la correction des livres de l'Église orientale et de la Congrégation des études. Le cardinal von Reisach négocie aussi l'accord entre Napoléon III et les États pontificaux en 1866. Il est camerlingue du Sacré Collège en 1867 et participe au concile de Vatican I en 1869, comme membre de la présidence.

## Succession apostolique
Karl August von Reisach a ordonné les évêques suivants :
- Évêque Georg von Oettl (1847)
- Archevêque Michael von Deinlein (1853)
- Évêque Giacinto Luzi (1859)
- Archevêque Spiridione Maddalena (gl) (1860)
- Évêque Jakob Laurenz Studach (de) (1862)
- Évêque Antoni Junosza Gałecki (pl) (1862)
- Cardinal Victor-Auguste-Isidore Dechamps, C.SS.R. (1865)
- Évêque William George McCloskey (en) (1868)
- Archevêque Stefano Stefanopoli (de) (1868)
- Archevêque Charles Petre Eyre (en) (1869)